# Бодня Катерина Ігорівна
Катерина Ігорівна Бодня (нар. 1 жовтня 1957 року, Харків) — український медик, паразитолог, вищої категорії. Доктор медичних наук (1999), професор (2001), заслужений діяч науки і техніки. Завідувачка (з 2001 р.) кафедри медичної паразитології і тропічних хвороб ХМАПО, де також декан. Головний позаштатний паразитолог Міністерства охорони здоров'я України.
Закінчила Харківський державний медичний інститут, де навчалася в 1974-80 роках. У 1980-82 рр. клінічна ординатура. У 1982-85 рр. аспірант, асистент, з 1988 р. доцент, з 2000 р. професор, з 2001 р. зав. кафедрою медичної паразитології і тропічних хвороб ХМАПО — з того ж часу відновленої і єдиною подібною на Україні. Також є деканом і членом вченої ради, входить до складу ректорату.
З'являлась віце-президентом по медичних напрямках громадської організації «Всеукраїнська Асоціація апітерапевтів».
Член редколегії Харківського медичного журналу.
Автор понад 200 робіт і 15 винаходів.